# Kukmaka
Kukmaka – wieś w Słowenii, w gminie Velike Lašče. W 2018 roku liczyła 59 mieszkańców.